# La taverna verde
La taverna verde è un film muto del 1924 diretto da Luciano Doria.